# Relaciones Francia-Líbano
Relaciones Francia-Líbano (en francés: Relations France-Liban; en árabe: العلاقات الفرنسية اللبنانية‎, romanizado: al-ʻAlāqāt al-Faransīyah al-Lubnānīyah) son las relaciones internacionales entre la República Francesa y la República Libanesa. Francia, la anterior potencia administrativa, mantiene relaciones amistosas con el Líbano y ha brindado a menudo apoyo a los libaneses. El idioma francés se habla ampliamente con fluidez en todo el Líbano y se enseña y utiliza como medio de educación en muchas escuelas libanesas. Ambas naciones son miembros de la Francofonía.

## Historia

### Mandato francés

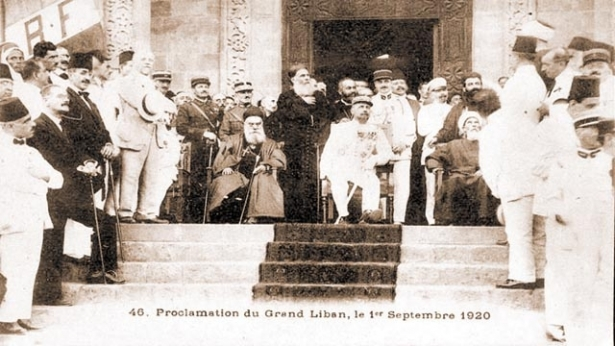
El comandante del ejército francés en el Levante, el general Henri Gouraud, asiste a la Proclamación del estado del Gran Líbano en Beirut, junto con el Gran Mufti de Beirut, el jeque Mustafa Naja, y a su derecha está el patriarca maronita Elias Peter Hoayek; septiembre de 1920.

En 1920, poco después del final de la Primera Guerra Mundial, la Sociedad de Naciones ordenó que el Líbano fuera administrado por Francia después de la Partición del Imperio Otomano. El Líbano pasó a ser oficialmente parte del imperio francés, como parte del Mandato Francés para Siria, y fue administrado desde Damasco. El Líbano no era una «colonia» de Francia. Más bien, era parte de Francia y estaba administrada por ella. Los libaneses podían solicitar la ciudadanía francesa y eran tratados igual que los nacionales franceses. Desde noviembre de 1929 hasta noviembre de 1931, Charles de Gaulle estuvo destinado como Estado Mayor de las Tropas del Levante en Beirut.
Durante la Segunda Guerra Mundial, Líbano fue inicialmente administrado por la Francia de Vichy. En 1942, el territorio pasó a estar bajo la Francia Libre. En agosto de ese mismo año, el general De Gaulle regresó al Líbano para reunirse con las fuerzas de ocupación británicas que habían entrado en el territorio para impedir los avances alemanes en el Levante. En marzo de 1943, basándose en el censo de 1932, Francia distribuyó los escaños en el Parlamento libanés en una proporción de 6 a 5 a favor de los cristianos. Posteriormente esto se extendió a otros cargos públicos. El presidente debía ser un cristiano maronita, el primer ministro un musulmán sunita y el presidente de la Cámara de Diputados un musulmán chiita. En enero de 1944, Francia aceptó transferir el poder al gobierno libanés, concediendo así la independencia al territorio.

### Guerra civil libanesa
Durante la Guerra Civil Libanesa, Francia fue un miembro activo en la creación de la Fuerza Provisional de las Naciones Unidas en el Líbano y votó a favor de numerosas Resoluciones de la ONU con respecto al Líbano, como la Resolución 501, la Resolución 508, la Resolución 511, la Resolución 511, la Resolución 594 y la Resolución 599. Francia también fue miembro de la Fuerza Multinacional en el Líbano y en 1982, durante la Operación Épaulard I, con sede en el Aeropuerto Interior de Beirut, las Fuerzas Armadas y paracaidistas franceses fueron enviados a las zonas costeras del oeste de Beirut y al puerto marítimo para garantizar la paz en esas regiones. De 1982 a 1984, Francia se encargó de entrenar a las Fuerzas Armadas Libanesas. Durante ese mismo período, Francia perdió más de 89 soldados, de los cuales 58 paracaidistas franceses murieron en los atentados con bombas en los cuarteles de Beirut en 1983.

### Posguerra civil

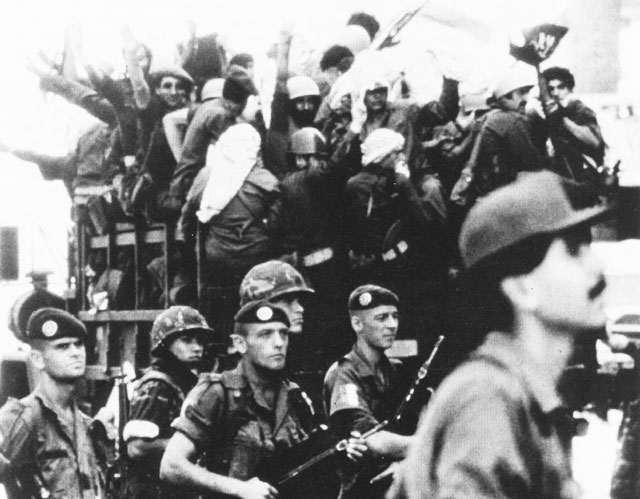
Legionarios franceses de guardia durante la evacuación de la OLP de Beirut; 1982.

Después de 1990, Francia siguió prestando a Líbano una modesta ayuda militar. Desde el final de la guerra civil libanesa, las relaciones entre ambas naciones han mejorado y se han fortalecido. En cuanto a la política de cooperación y desarrollo entre ambas naciones, existen cinco objetivos principales: la consolidación del Estado de derecho, el desarrollo económico y social, la protección del medio ambiente y del patrimonio, la cooperación universitaria y de investigación, los intercambios culturales y el debate de ideas. Se han producido numerosas visitas de alto nivel entre líderes de ambas naciones. Después de la Revolución del Cedro en 2005, Siria retiró sus tropas del país. En abril de 2009, funcionarios franceses y libaneses aprobaron el marco de un acuerdo de seguridad que, además de mejorar las relaciones bilaterales, incluye el tráfico de drogas y armas, la inmigración ilegal y el delito cibernético.

El 4 de noviembre de 2017, el primer ministro libanés Saad Hariri dimitió en una declaración televisada desde Arabia Saudita, citando la excesiva intervención política de Irán y Hezbolá en la región de Oriente Medio y los temores de asesinato. Más tarde ese mes, con la intervención del presidente francés Emmanuel Macron, a Hariri se le permitió salir de Arabia Saudita (donde también tiene ciudadanía) y viajar a París. El 5 de diciembre de 2017, Hariri revocó su dimisión y declaró:
«Todos los componentes políticos (del gobierno) decidieron desvincularse de todos los conflictos, disputas, guerras y asuntos internos de los países árabes hermanos, con el fin de preservar las relaciones económicas y políticas del Líbano».

## Migración
Desde el Mandato Francés del Líbano, varios miles de libaneses emigraron a Francia. Inicialmente, la mayoría de los libaneses que emigraron a Francia eran cristianos. Los cristianos, que en el pasado eran mayoría en el Líbano, abandonaron el país, especialmente durante la guerra civil libanesa.Sin embargo, la mayoría de quienes emigran del Líbano a Francia son ahora musulmanes. Muchos abandonaron el Líbano debido a la tensión religiosa en el país, y debido a las guerras civiles, la influencia iraní en el Líbano a través de Hezbolá y sus guerras con Israel, así como la invasión de Israel al país. Actualmente residen en Francia más de 200.000 personas de origen libanés.

## Transporte
Hay vuelos directos entre Francia y Líbano con las siguientes aerolíneas: Aigle Azur, Air France, Middle East Airlines y Transavia France.

## Comercio
En 2016, los intercambios comerciales entre Francia y Líbano ascendieron a 934 millones de euros. Francia es uno de los principales socios comerciales del Líbano y más de 4.500 empresas francesas exportan a ese país. En 2015, la inversión directa francesa en el Líbano ascendió a 534 millones de euros. Casi un centenar de empresas francesas operan en el Líbano en sectores tan diversos como la agricultura, las telecomunicaciones, el comercio minorista, la industria petrolera y los servicios financieros.

## Misiones diplomáticas residentes
- Francia tiene una embajada en Beirut.[18]
- Líbano tiene una embajada en París y un consulado general en Marsella.[19]

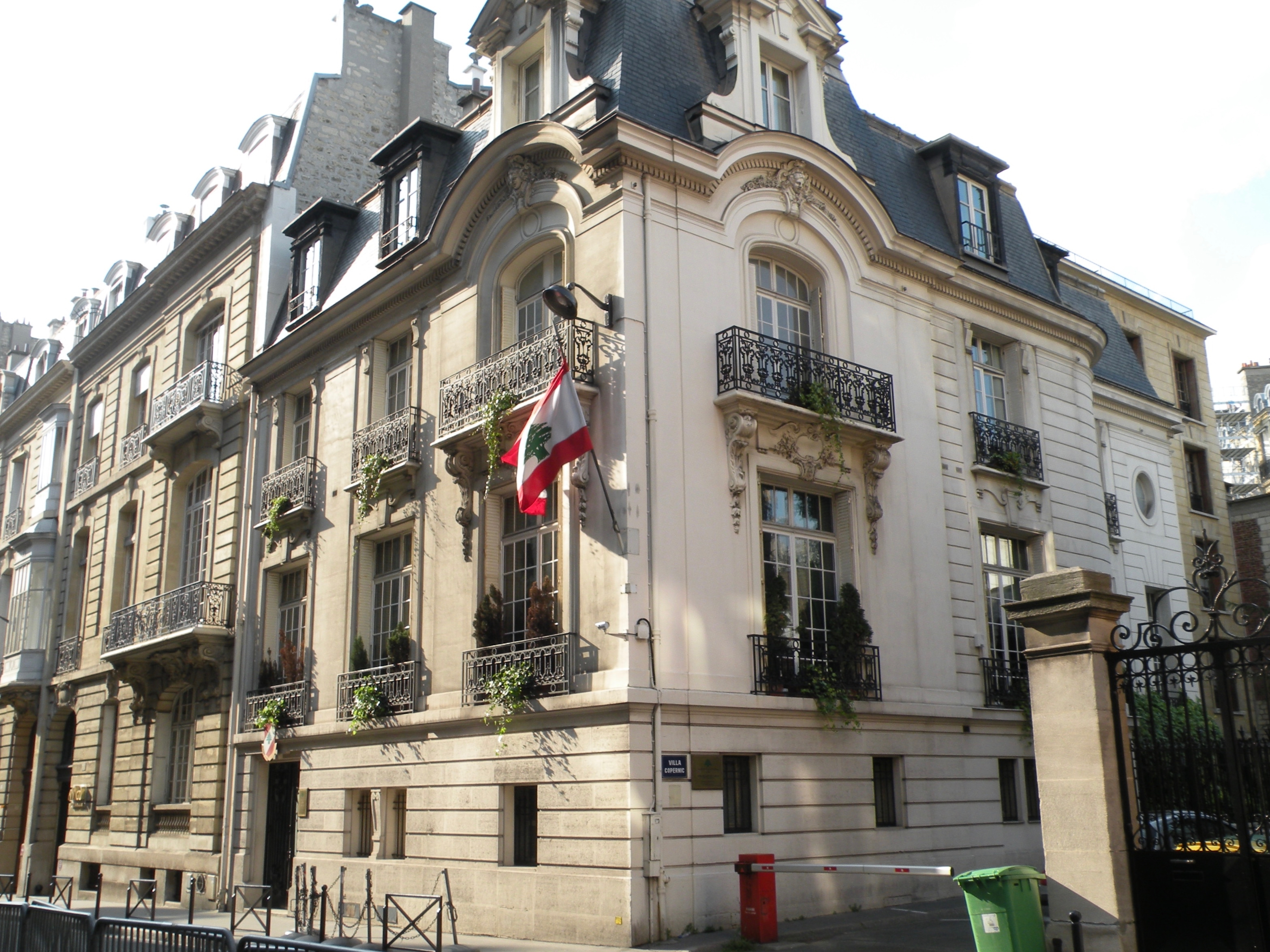
Embajada de Líbano en París